# Río Tuño
El Tuño es un río del noroeste de la península ibérica, afluente del Arnoya. Discurre por la provincia española de Orense.

## Descripción
El río discurre, en una dirección sur-norte, por la provincia de Orense. Tras atravesar según el Madoz parroquias como las de Cejo, Milmanda, Acebedo, Rubiás, Mosteiro, Vilameá y Freás de Eiras, termina desembocando en el río Arnoya.
En el siglo XIX se pescaban en él truchas y anguilas. Aparece descrito en el decimoquinto volumen del Diccionario geográfico-estadístico-histórico de España y sus posesiones de Ultramar de Pascual Madoz de la siguiente manera:

TUÑO ó MAGRIS: pequeño r. en la prov. de Orense, que nace en los montes de Cejo, ayunt. de Verea; durante su curso de S. á N. baña las parroquias de Cejo, Milmanda, Acebedo, Rubiás, Mosteiro, Villameá y Freas de Eiras, y al N. de esta última confluye en el Arnoya; por su izq. recibe los arroyuelos que bajan de los montes de Penagache y Silva-Oscura; riega varios terrenos; da impulso á varios molinos harineros, y cria truchas y anguilas.
(Madoz, 1849, p. 183)

Perteneciente a la cuenca hidrográfica del Miño, sus aguas terminan vertidas en el océano Atlántico.